# Jacques Miller
Jacques Francis Albert Pierre Miller, född 2 april 1931 i Nice i Frankrike, är en fransk-australisk immunolog.  
Jacques Miller växte upp i Frankrike, Schweiz och Kina, huvudsakligen Shanghai. Efter utbrottet av andra världskriget, i förväntan på att Japan skulle inträda i kriget, flyttade hans familj till Sydney i Australien, där den bytte efternamnet till "Miller". 
Jacques Miller utbildade sig till läkare på University of Sydney med examen 1955. Han arbetade därefter från 1958 som forskare i London och disputerade på University of London 1960. Från 1963 arbetade han på brittiska National Institutes of Health. År 1966 återvände han till Australien, där han blev forskningsledare på "Walter and Eliza Hall Institute of Medical Research" i Melbourne. Där upptäckte han att lymfocyter hos däggdjur kan uppdelas i vad som senare skulle kallas T-celler och B-celler, och att dessa interagerar för att åstadkomma normal produktion av  antikroppar.  
Han blev australisk medborgare 1955. Han fick Laskerpriset för medicinsk grundforskning 2019 tillsammans med Max Dale Cooper.